# Ruper Ordorika
Ruper Ordorika (Oñati, 16 d'agost de 1956) és un cantautor basc que canta en euskera. Se'l considera com un dels grans renovadors de la cançó basca.

## Discografia

### Àlbums en solitari
- Hautsi Da Anphora (Xoxoa-Elkar, 1980).
- Ni Ez Naiz Noruegako Errege (Elkar, 1983).
- Bihotzerreak (Elkar, 1985).
- Ez Da Posible (Gasa-Wea, 1990). Reeditat i remasteritzat per Metak el 2005.
- So'Ik'So (Nuevos Medios, 1995).
- Dabilen Harria (Nuevos Medios, 1998).
- Gaur (Esan Ozenki, 2000).
- Hurrengo Goizean (Metak, 2001).
- Kantuok Jartzen Ditut (Metak 2003).
- Memoriaren Mapan (Elkar, 2006).
- Hamar t'erdietan (Elkar, 2008).
- Haizea Garizumakoa (Elkar, 2009).
- Hodeien azpian (Elkar, 2011).
- Azukre koxkorrak (Elkar, 2013).
- Lurrean etzanda (Elkar, 2014).
- Amour et toujours(Elkar, 2021).

### Singles i EPs
- Ruper Ordorika & Mugalaris (Emak Bakia, 1992).

### Àlbums amb Hiru Truku
- Hiru Truku (Nuevos Medios, 1994).
- Hiru Truku II (Nuevos Medios, 1997).
- Nafarroako Kantu Zaharrak (Metak, 2004).